# 三井不動産ビルマネジメント
三井不動産ビルマネジメント株式会社は、日本のビルマネジメント会社である。

## 概要
三井不動産のグループ企業であり、三井グループによって財団法人として設立され2010年に三井文庫本館と三井記念美術館からなる公益財団法人に改組された三井文庫の賛助会社でもある。

## 沿革
- 1982年8月 東京プロック株式会社として設立。
- 1985年9月 商号をエム・エフ・ビルマネジメント株式会社に変更。
- 2003年8月 商号を三井不動産ビルマネジメント株式会社に変更。